# Kurt Hessenberg
Kurt Hessenberg (ur. 17 sierpnia 1908 we Frankfurcie nad Menem, zm. 17 czerwca 1994 tamże) – niemiecki kompozytor.

## Życiorys
W latach 1927–1931 studiował w Lipsku u Roberta Teichmüllera i Güntera Raphaela. Od 1933 roku wykładał teorię muzyki w konserwatorium we Frankfurcie nad Menem, w 1953 roku otrzymał tytuł profesora.
Tworzył w konwencjonalnym, klasycyzującym stylu, nawiązując do neobarokowego kierunku Paula Hindemitha. Uprawiał wszystkie gatunki muzyczne oprócz opery. Skomponował m.in. 3 symfonie (I 1936, II 1943, III 1954), Koncert fortepianowy (1940), Koncert na 2 fortepiany i orkiestrę (1950), Koncert na orkiestrę (1958), 2 sonaty na flet (1932), 5 kwartetów smyczkowych (1934–1967), Trio smyczkowe (1949), Trio fortepianowe (1950). Po 1945 roku tworzył przede wszystkim utwory religijne i na organy, ważne miejsce w jego dorobku zajmują kompozycje chóralne.